# オリジナル・ディキシーランド・ジャズ・バンド
オリジナル・ディキシーランド・ジャズ・バンド（Original Dixieland Jass Band、デビュー後Original Dixieland Jazz Bandに改名）は、アメリカ合衆国ニューオーリンズ出身の白人ジャズ・バンド。略称O.D.J.B.。ジャズ界で初の商業用レコードを発表したバンドとして知られる。

## 来歴
1916年、ジョニー・ステイン（ドラム）を中心に結成されたステインズ・ディキシーランド・ジャズ・バンド（Stein's Dixieland Jass Band）を前身とする。その後、ジョニーが脱退してニック・ラロッカ（コルネット）を中心とした体制が確立し、Original Dixieland Jass Bandと改名。バンドはニューヨークに移り、初レコーディングはコロムビア・レコードで行うが、コロムビア側がバンドのオリジナル曲を演奏させたがらなかったため決裂。バンドはギャラは受け取るが、レコードは出してもらえなかった。
1917年、バンドはビクタートーキングマシンでレコーディングを行い、「Dixie Jass Band One Step」と「Livery Stable Blues」の2曲入りレコードを発表、大ヒットとなる。これがジャズ初のレコードとされている。その後も「At The Jazz Band Ball」、「タイガー・ラグ」等をヒットさせるが、1919年、ピアニストのヘンリー・ラガスがスペイン風邪で他界。J・ラッセル・ロビンソンを後任として迎え、1920年代前半まで活動を続ける。
1936年、オリジナル・ディキシーランド・ジャズ・ファイヴ（Original Dixieland Jazz Five）と名乗って再結成し、1938年まで活動。
1969年、メンバーの中で最後まで存命だったトニー・スバーバロ（ドラム）が他界。
1990年代中期から、ニックの息子ジミー・ラロッカが、オリジナル・ディキシーランド・ジャズ・バンドの名前を継承したバンドで活動する。

## メンバー
オリジナル・メンバー
- ニック・ラロッカ（Nick LaRocca） - コルネット、1889年-1961年
- エディ・エドワーズ（Eddy Edwards） - トロンボーン、1891年-1963年
- ラリー・シールズ（Larry Shields） - クラリネット、1893年-1953年
- ヘンリー・ラガス（Henry Ragas） - ピアノ、1890年-1919年
- トニー・スバーバロ（Tony Sbarbaro） - ドラム、1897年-1969年

途中参加
- J・ラッセル・ロビンソン（J. Russel Robinson） - ピアノ、1892年-1963年